# Schäffern
Schäffern är en ort och kommun i distriktet Hartberg-Fürstenfeld i förbundslandet Steiermark i Österrike.
Kommunen består av tio orter (Ortschaften) (inom parentes invånarantal 1 januari 2024):

- Anger (97)
- Elsenau (245)
- Guggendorf (149)
- Götzendorf (132)
- Haberl (51)
- Karnegg (82)
- Knolln (65)
- Neussing (18)
- Schäffern (444)
- Spital (49)